# Agriculture en république démocratique du Congo

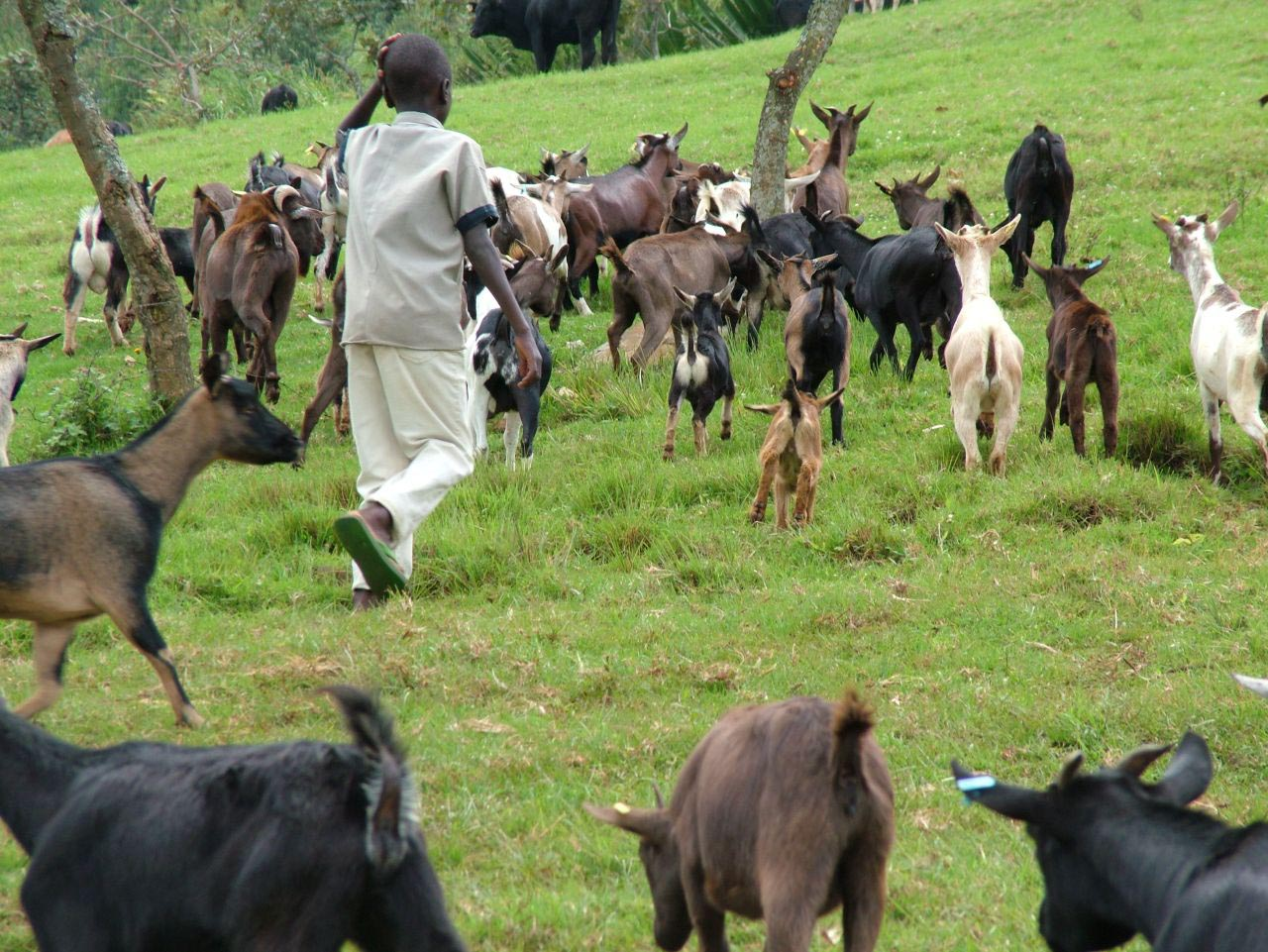
Élevage de chèvres au Congo.

L’agriculture en république démocratique du Congo (RDC) est une des principales activités économiques du pays. Elle présente un important potentiel de développement.

## Production
La République Démocratique du Congo a produit, en 2018:
- 29,9 millions de tonnes de manioc (3e producteur mondial, juste derrière le Nigéria et la Thaïlande);
- 4,7 millions de tonnes de Banane plantain (plus grand producteur au monde);
- 2 millions de tonnes de maïs;
- 1,1 million de tonnes d'huile de palme;
- 990 000 tonnes de riz;
- 384 000 tonnes de patate douce;
- 309 000 tonnes de banane;
- 307 000 tonnes d'arachide;
- 213 000 tonnes de mangue (y compris mangoustan et goyave);
- 213 000 tonnes de papaye;
- 205 000 tonnes de haricot;
- 186 000 tonnes d'ananas;
- 168 000 tonnes d'orange;
- 101 000 tonnes de pomme de terre;

En plus de petites productions d'autres produits agricoles, tels que café (29 000 tonnes), cacao (3,6 mille tonnes), caoutchouc naturel (14 000 tonnes) et thé (3,6 mille tonnes).
La République démocratique du Congo possède aussi un important potentiel de production halieutique surtout en eau douce avec le très vaste bassin hydrographique du Congo et les nombreux lacs et marais. En 2014 la production s'élevait à 707 000 tonnes. Quant à l'élevage il est en progression et comptait en 2015 un cheptel de plus d'un million de bovins, plus de 900 000 ovins, plus de 4 millions de caprins, près d'un million de porcins et plus de 20 millions de volailles. En 2020 la production de lait s'élevait à 8 424 000 tonnes, la production de viande à 291 000 tonnes et celle d'œufs à 7700 tonnes.

## Vue d'ensemble
Le secteur agricole soutient les deux tiers de la population. La production agricole a stagné depuis l'indépendance. Les principales cultures sont celles du manioc, de l'igname, de la banane plantain, du riz et du maïs. Le pays n’est pas sujet à la sécheresse, mais est handicapé par un système de transport intérieur médiocre, qui entrave la mise en place d’un système national efficace d’approvisionnement alimentaire en milieu urbain.
L’agriculture est un secteur capital pour le Congo-Kinshasa car elle occupe 70 % de sa population active (des personnes qui ont un emploi).
D’après le directeur de cabinet du ministère des Finances (Kinshasa 2020 à la clôture du Forum Internationale de Kinshasa), le secteur agricole a pesé de 36 % du PIB et a contribué à créer soixante pour cent (60 %) de la création de l’emploi en 2020.

### Utilisation du sol

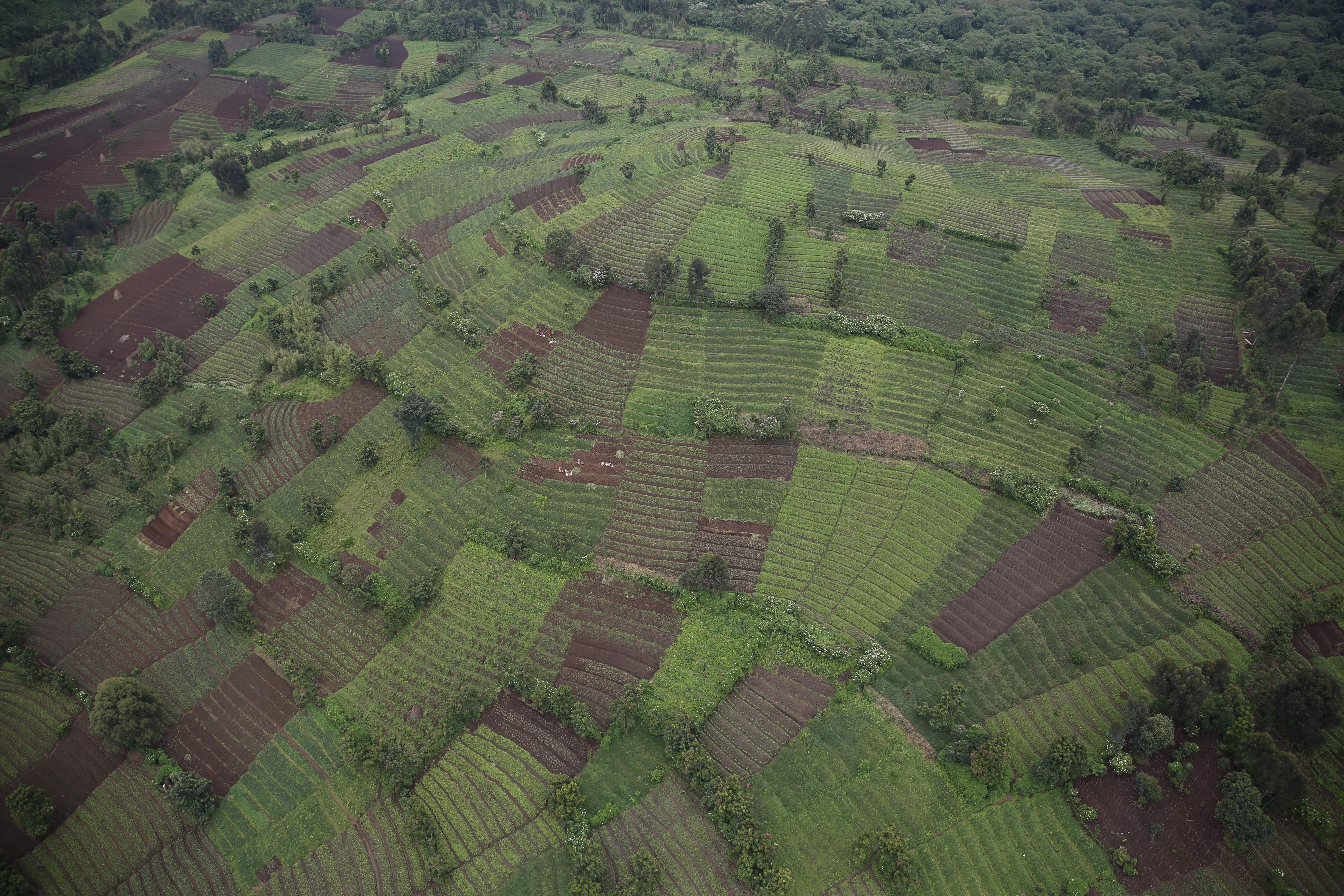
Paysage agricole du Nord-Kivu.

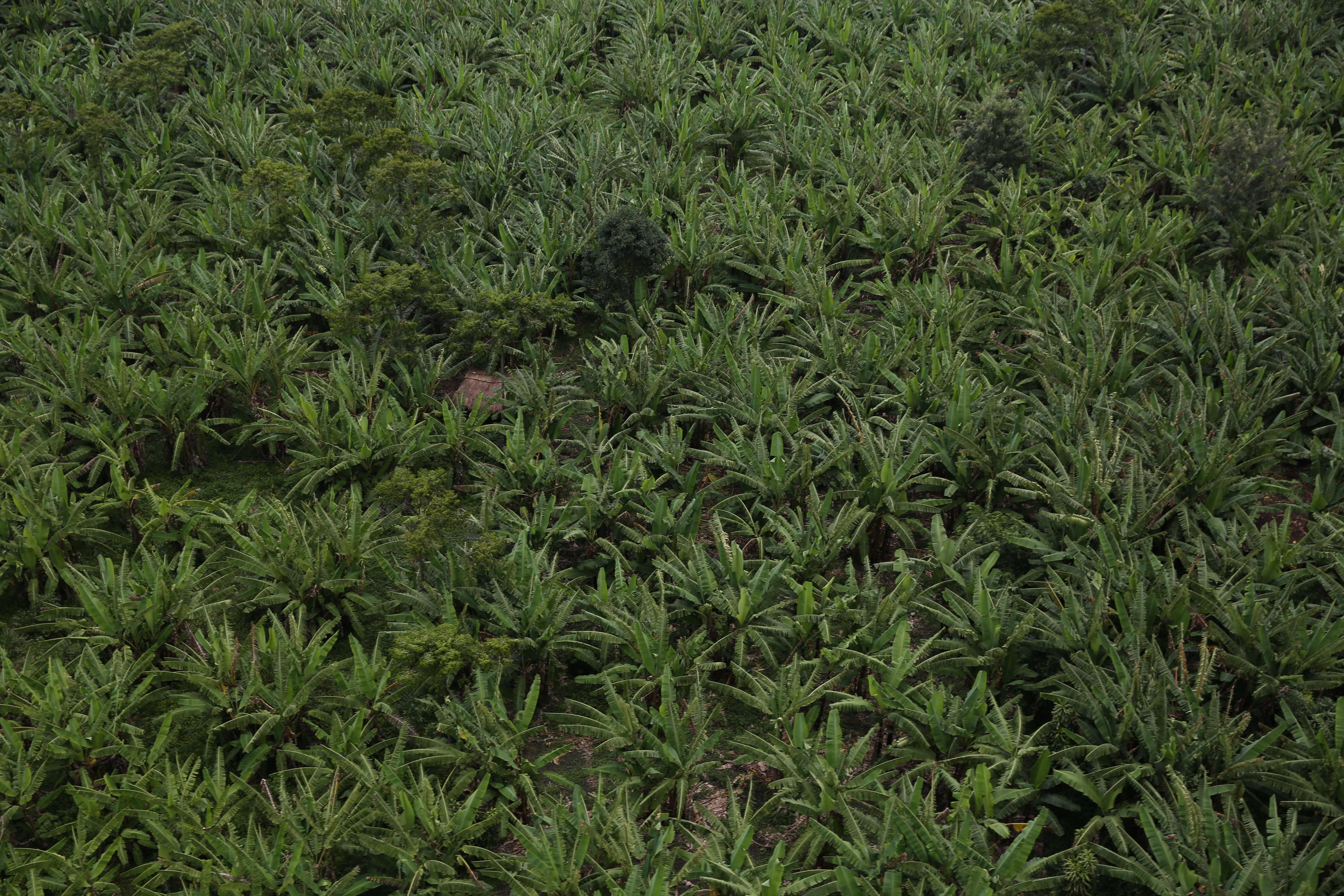
Plantation de palmiers à huile.

La superficie totale du pays s'élève à 2 344 860 km2. En 2002, les terres arables (cultures temporaires, prairies, jachère temporaire) représentaient 6,7 millions d'hectares et les cultures permanentes 1,1 million d'hectares, soit une superficie cultivée totale égale à 7,8 millions d'hectares (3 % seulement de la superficie totale du pays).
Toutefois, certains auteurs estiment la superficie potentielle de terres cultivables en RDC entre 80 et 120 millions d'hectares, dont 10 % seulement seraient exploités,. Ces terres sous-exploitées  attirent la convoitise de pays étrangers. Selon Al Gore, qui se réfère à une analyse de Rights and Resources Initiative (en), la République démocratique du Congo aurait signé des accords avec des propriétaires étrangers (entreprises ou États) pour céder 48,8% de ses terres cultivables. 
La forêt couvre 1 280 043 km2, soit 55 % environ du territoire. Cependant, la pratique de l’agriculture itinérante sur brûlis, très fréquente en agriculture traditionnelle, ferait perdre chaque année au pays environ 500 000 ha de forêt.

## Cultures
Les terres consacrées aux cultures annuelles ou pérennes ne représentent que 3,5 % de la superficie totale du pays. L'agriculture comprend deux secteurs de base : les activités de subsistance, qui emploient la grande majorité de la main-d'œuvre, et les activités commerciales, orientées vers l'exportation et conduites dans des plantations.

### Agriculture de subsistance
L'agriculture de subsistance concerne quatre millions de familles réparties sur des parcelles d'une superficie moyenne de 1,6 hectare, généralement un peu plus grande dans les zones de savane que dans la forêt tropicale
L'agriculture de subsistance produit principalement du manioc, du maïs, des tubercules et du sorgho. En 2004, la production vivrière se composait de 14 950 000 tonnes de manioc, 1 787 000 tonnes de canne à sucre, 1 155 000 tonnes de maïs, 1 120 000 tonnes; d'arachides, 364 000 tonnes de haricots et  315 000 tonnes de riz. En 2004, les bananes plantains ont totalisé 1 199 000 tonnes, les patates douces, 224 500 tonnes, les bananes, 313 000 tonnes, les ignames, 84 000 tonnes et les ananas, 193 000 tonnes. La production alimentaire nationale est insuffisante pour répondre aux besoins du pays et de nombreux produits alimentaires de base doivent être importés.

### Agriculture de rente
L'agriculture commerciale a été gravement perturbée par les  troubles civils qui ont submergé le pays entre 1960 et 1967, et la production a de nouveau chuté après la nationalisation de nombreuses petites plantations sous contrôle étranger en 1973-1974. Au milieu des années 1990, la production des principales cultures de rapport de la RDC (café, caoutchouc, huile de palme,  cacao, thé) est pour l'essentiel retournée dans le secteur privé. Les agriculteurs commerciaux sont au nombre de 300 000 environ, avec des exploitations de 12 à 250 hectares.

#### Café
Le café est le troisième produit d'exportation de la RDC (après le cuivre et le pétrole brut) et le premier produit agricole exporté. Selon les estimations, 33 000 tonnes ont été produites en 2004 (contre 97 000 tonnes en moyenne entre 1989 et 1991) ; 80 % de la production provient des provinces du Haut-Zaïre, de l'Équateur et du Kivu.
Le café Robusta représente 10 à 15 % de la production actuelle. Les exportations de café sont principalement destinées à l'Italie, la France, la Belgique et la Suisse. L'effondrement de l'accord international sur le café en 1989 a rapidement conduit à un doublement des exportations de l'ancien Zaïre, après quoi l'excédent entrant sur le marché mondial a entraîné une baisse rapide des prix.

#### Caoutchouc
Le caoutchouc est la quatrième culture de rente pour l'exportation. Les cultures de plantation se remettent lentement des effets de la nationalisation. Certaines plantations sont actuellement replantées pour la première fois depuis plus de 20 ans.